# Asklepiades (imię)
Asklepiades – imię męskie pochodzenia greckiego (Ασκληπιαδης), pochodzące od imienia boga Asklepiosa. Imię to nosił Asklepiades z Prusy, słynny lekarz starożytności. Patronem imienia w Kościele katolickim jest św. Asklepiades, biskup.
Asklepiades imieniny obchodzi 18 października.